# Tosson Hill
Tosson Hill är en kulle i Storbritannien.   Den ligger i grevskapet och kommunen Northumberland i riksdelen England, i den centrala delen av landet, 400 km norr om huvudstaden London. Toppen på Tosson Hill är 436 meter över havet.
Terrängen runt Tosson Hill är varierad. Runt Tosson Hill är det ganska glesbefolkat, med 29 invånare per kvadratkilometer. Närmaste större samhälle är Rothbury, 6,3 km nordost om Tosson Hill. I omgivningarna runt Tosson Hill växer i huvudsak blandskog.